# Erisum I
Erisum I ou Erishum I (inscrito m e-ri-šu , ou m APIN- ì; lit. "Ele desejou") foi rei da Assíria, reinando de 1 974 a.C. até 1 935 a.C., e também foi filho de Ilussuma e sucedido por seu irmão Icunum. Foi contemporâneo de Samuabum, o primeiro rei da Babilónia.

## Biografia
Seguindo o exemplo de seu pai, Erisum I proclamou isenções fiscais ou, como Michael Hudson interpretou: 

"Erisum I proclamou uma 'remissão de dívidas' pagáveis em prata, ouro, cobre, estanho, cevada, lã, penugem chaff".
Isso aparece em uma inscrição em um lado de um grande bloco quebrado de alabastro,  aparentemente descrito como um ṭupu. A depressão superficial no topo levou alguns a identificá-lo como uma tomada de porta.
Suas numerosas inscrições contemporâneas comemoram a construção do templo de Assur, chamado “Touro Selvagem”, com seu pátio e dois barris de cerveja e as maldições que os acompanham àqueles que os usariam para os propósitos pretendidos. Outras construções cívicas de Erisum I incluíam o templo de Istar e o de Adade. Ele havia exercido domínio eminente para limpar uma área do Portão das Ovelhas até o Portão do Povo para abrir caminho para a ampliação da muralha da cidade, para que ele pudesse se gabar de que "fiz uma muralha mais alta que a muralha que meu pai havia construído".  Seus esforços foram lembrados pelos reis posteriores Samsiadade I, em sua dedicação de reconstrução, e Salmanaser I, que observou que se passaram 159 anos entre o trabalho de Erisum e o de Samsiadade, e mais 580 anos até a sua quando um incêndio o destruiu. 

## Inscrições
1. ↑  BM 115689, Ass. 16850